# Hvittingfoss
Hvittingfoss is een plaats in de Noorse gemeente Kongsberg, provincie Buskerud. Hvittingfoss grenst aan Svarstad (Larvik kommune) en Holmestrand (beide provincie 'Vestfold og Telemark') telt 1040 inwoners (2008) en heeft een bebouwde kom oppervlakte van 1,23 km². De rivier Lågen slingert zich dwars door Hvittingfoss en er zit zalm en zeeforel in de rivier tussen Hvittingfoss en de zee bij Larvik.
Hvittingfoss heeft twee kinderdagverblijven, een gecombineerde lagere en middelbare school. Er is een door vrijwilligers gedreven cultuurhuis en een jeugdhonk waar en bioscoopfaciliteiten centraal staan. Er is ook een actieve paraglide club in de omgeving. Busdienst 'Grenland Expressen' heeft hier een halteplaats. Het voormalige treinstation van Hvittingfoss is omgebouwd tot een uitzichtspunt dat onderdeel is van een wandelroute. 

## Geboren
- Synne Skinnes Hansen (1995), voetbalster